# Robert Brough
Pour les articles homonymes, voir Robert Brough (peintre) et Brough.
Robert Barnabas Brough (10 avril 1828 - 26 juin 1860) est un poète, romancier, auteur dramatique et journaliste anglais.

## Œuvres
- Masaniello, comédie, représentée en 1857 à l'Olympic Theatre (en) de Londres[1]